# Hempstead WCT 1974
L'Hempstead WCT 1974 è stato un torneo di tennis giocato sul cemento. È stata la 1ª edizione del torneo che fa parte del World Championship Tennis 1974. Si è giocato a Hempstead negli Stati Uniti dal 18 al 24 febbraio 1974.

## Campioni

### Singolare maschile
Stan Smith ha battuto in finale  John Newcombe con il punteggio di 6–4 3–6 6–3

### Doppio maschile
Jeff Borowiak /  Dick Crealy hanno battuto in finale  Ross Case /  Geoff Masters con il punteggio di 6–7, 6–4, 6–4